# Epping, New South Wales
Epping är en ort i Australien. Den ligger i kommunen Parramatta och delstaten New South Wales, i den sydöstra delen av landet, omkring 15 kilometer nordväst om delstatshuvudstaden Sydney. Antalet invånare är 18 969.
Runt Epping är det mycket tätbefolkat, med 3 757 invånare per kvadratkilometer.. Närmaste större samhälle är Sydney, omkring 15 kilometer sydost om Epping. 
Runt Epping är det i huvudsak tätbebyggt. Genomsnittlig årsnederbörd är 1 380 millimeter. Den regnigaste månaden är februari, med i genomsnitt 200 mm nederbörd, och den torraste är juli, med 36 mm nederbörd.